# Franz Albert Aepinus

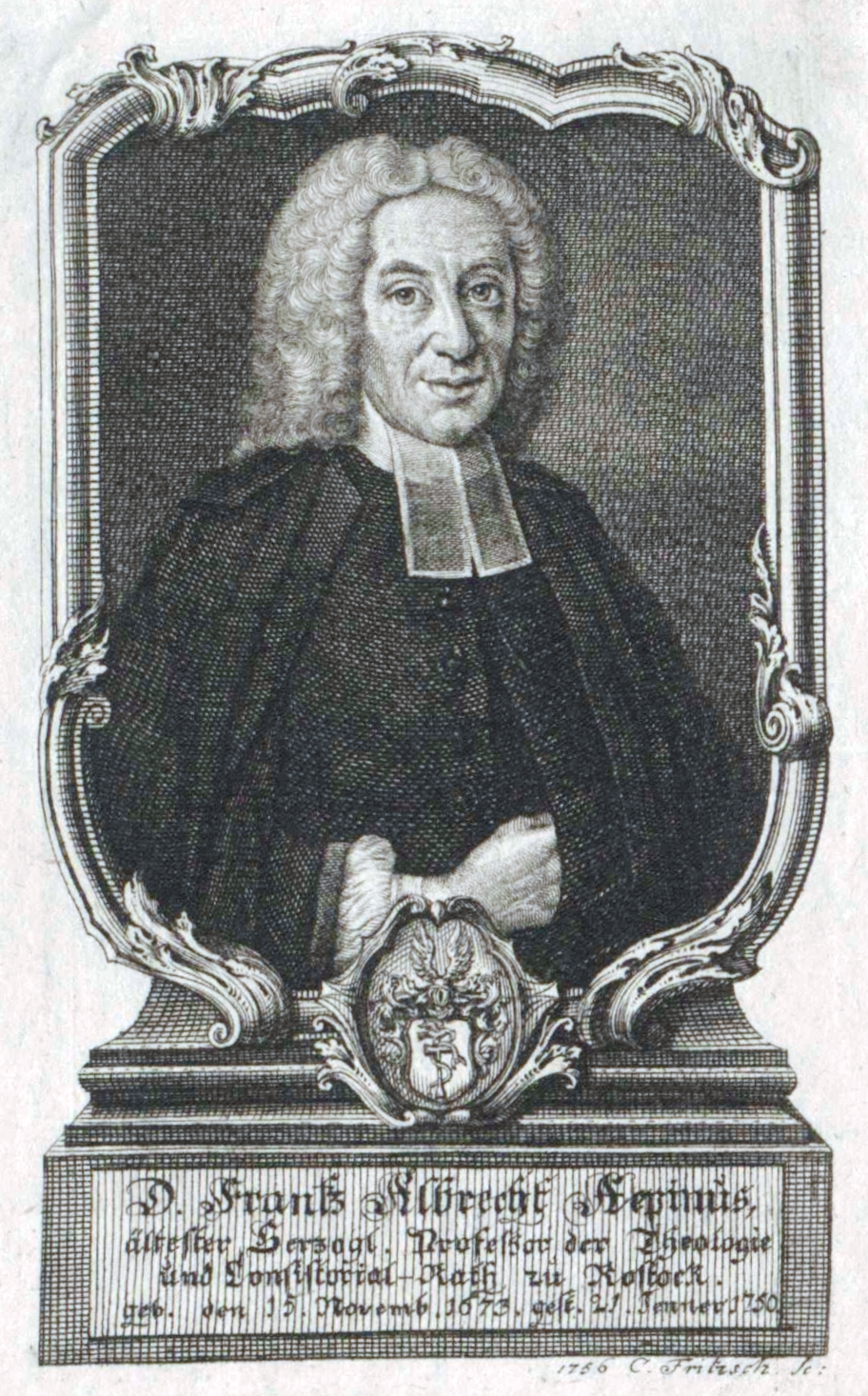
Franz Albert Aepinus

Franz Albert Aepinus (Wanzke, 15 november 1673 – 14 februari 1750) was een Duits luthers theoloog, auteur en filosoof.

## Biografie
Aepinus studeerde in Rostock en Jena. In 1696 werd hij Master of Philosophy. In 1709 werd hij rector magnificus aan een kathedraalschool in Ratzeburg. Drie jaar later, in 1712, werd Aepinus in Rostock buitengewoon hoogleraar in de logica. Franz Aepinus in 1712 opgeroepen door de theologische faculteit als gewoon hoogleraar. In 1723 was Franz Albert Aepinus werkzaam in hogere ambten van de kerk, zoals lid van de kerkenraad en generaal-superintendent, wat hij bleef tot aan zijn dood. Aepinus' zoon heette Angelius Johann Daniel Aepinus. In 1724 was Franz Aepinus de 605e rector magnificus van de Universiteit van Rostock.

## Publicaties (selectie)
- Indroductio in philosophiam
- De pietatis ad christianismum necessitudine (1728)
- Mataeologiae fanaticae compendium ex Dippelii scriptis collectum etc. (1721)